# Bloody Pit of Horror
Bloody Pit of Horror è il dodicesimo album in studio del gruppo rock-satirico statunitense GWAR, pubblicato nel 2010.

## Tracce
1. Zombies, March! – 4:33
2. Come the Carnivore – 2:23
3. A Gathering of Ghouls – 2:07
4. Storm is Coming – 3:54
5. Tick-Tits – 3:18
6. Beat You to Death (Vocals by Beefcake the Mighty) – 3:39
7. You Are My Meat – 2:33
8. Hail, Genocide! – 3:19
9. KZ Necromancer – 3:19
10. The Litany of the Slain – 4:16
11. Sick and Twisted – 3:42
12. Hell-O Medley (Live) (Bonus track) – 7:51
13. Stripper Christmas Summer Weekend (Bonus track) – 4:13